# Arkys speechleyi
Espèce
Synonymes
- Neoarchemorus speechleyi Mascord, 1968

Arkys speechleyi est une espèce d'araignées aranéomorphes de la famille des Arkyidae.

## Distribution
Cette espèce est endémique de Nouvelle-Galles du Sud en Australie.

## Publication originale
- Mascord, 1968 : A new genus and species of spider (Araneida: Argiopidae). Journal of the Entomological Society of Australia (New South Wales Branch), vol. 4, p. 10-14.